# Vera Frenkel
Vera Frenkel (née le 10 novembre 1938) à Bratislava est une artiste multidisciplinaire canadienne basée à Toronto. Ses estampes, installations, vidéos, performances et nouveaux médias abordent les forces à l'œuvre dans les migrations humaines, l'apprentissage et le désapprentissage de la mémoire culturelle et la bureaucratisation toujours croissante.

## Biographie
Vera Frenkel est née à Bratislava, en Tchécoslovaquie (maintenant Slovaquie). Elle vit en Angleterre pendant son enfance et émigre ensuite au Canada. Elle obtient un diplôme en beaux-arts de l'Université McGill en 1959, puis poursuit ses études à Montréal avec Arthur Lismer et Albert Dumouchel.
Elle expose dans des expositions individuelles et collectives tant au Canada qu'à l'étranger depuis le début des années 1970. Son travail a notamment été présenté à la documenta IX, à l'Offenes Kulturhaus à Linz, au Setagaya Art Museum à Tokyo, au Musée des beaux-arts du Canada à Ottawa, au Museum of Modern Art à New York et à la Biennale de Venise.

## Démarche
L'une des œuvres majeures de Vera Frenkel, ...from the Transit Bar, est une installation multimédia avec des moniteurs vidéo diffusant des témoignages d'individus traitant de thèmes tels que l'exil, l'adaptation et l'acculturation. Il s'agissait d'une collaboration entre le Musée des beaux-arts du Canada et The Power Plant à Toronto. Il est initialement exposé en 1992 à la documenta IX à Cassel, en Allemagne, fait une tournée en Europe dans les années 1990 et est réexposé au Musée des beaux-arts du Canada au printemps et à l'été 2014.

## Distinctions
Frenkel est récipiendaire du Prix Lynch-Staunton en 1981, du prix Molson du Conseil des arts du Canada 1989, du prix des arts visuels de la Toronto Arts Foundation en 1994, du prix Gershon Iskowitz en 1993, du prix Bell Canada pour l'art vidéo en 1999 et du prix iDMAa Pioneering Achievement en 2007. En 2005, elle a reçoit le Prix du Gouverneur général en arts visuels et en arts médiatiques du Conseil des Arts du Canada.